# Bomboiza
Bomboiza ist eine Ortschaft und eine Parroquia rural („ländliches Kirchspiel“) im Kanton Gualaquiza der ecuadorianischen Provinz Morona Santiago. Die Parroquia besitzt eine Fläche von 731,09 km². Die Einwohnerzahl lag im Jahr 2010 bei 4623. Die Parroquia ist Siedlungsgebiet der indigenen Volksgruppe der Shuar.

## Lage
Die Parroquia Bomboiza liegt in der Cordillera del Cóndor. Die Flüsse Río Bomboiza und Río Zamora begrenzen das Areal im Westen, der Río Kapuis im Norden. Der etwa 770 m hoch gelegene Hauptort befindet sich 6 km südöstlich vom Kantonshauptort Gualaquiza.
Die Parroquia Bomboiza grenzt im Westen an die Parroquia Amazonas, im Nordwesten an die Parroquias Nueva Tarqui und El Ideal und an das Municipio von Gualaquiza, im Nordosten an die Parroquia San Carlos de Limón (Kanton San Juan Bosco), im Osten an Peru sowie im Süden an die Provinz Morona Santiago mit den Parroquias Tundayme, El Guismi, El Pangui und Chicaña.

## Geschichte
Die Parroquia Bomboiza wurde am 16. Juli 1952 gegründet.

## Ökologie
Im Osten der Parroquia befindet sich die Reserva Biológica El Quimi.